# Иштван Секе
Иштван Секе (мађ. Szőke István; Будимпешта, 13. фебруар 1947 — Будимпешта, 1. јун 2022) је био мађарски фудбалер који је играо за ТЦ Ференцварош и репрезентацију Мађарске. Играо је на позицији везног играча.
Учествовао је на УЕФА Еуру 1972. реорезентујући Мађарску.

## Каријера

### Клуб
Фудбал је почео да игра у Ференцварошу са дванаест година. Године 1965, са 18 година, дебитовао је у сениорском тиму. Са Ференцварошем је био двоструки шампион Мађарске и освајач купа.

### У репрезентацији
Између 1969. и 1973. играо је 13 пута за репрезентацију Мађарске и постигао је 3 гола. Члан је 4. пласираног тима који је учествовао на Европском првенству 1972. у Белгији.

### Тренер
Између 1976. и 1978. био је главни тренер Волан ШЦ.

## Достигнућа

### Klubcsapatban
- Прва лига Мађарске у фудбалу
  - шампион: 1967, 1968
  - 2.: 1965, 1966, 1970-јесен, 1970–1971, 1972–1973, 1973–1974
  - 3.: 1969
- Куп Мађарске у фудбалу (MNK)
  - победник: 1972, 1974
  - финалиста: 1966
- УЕФА Лига шампиона (BEK)
  - четвртфиналиста: 1965/66
- Куп сајамских градова (VVK)
  - финалиста: 1967–1968
- Куп УЕФА
  - полуфиналиста: 1971/72

### Репрезенација
- Европско првенство у фудбалу
  - четврто место: 1972, Белгија